# Palais du maire Lazar Mamužić à Subotica
Le palais du maire Lazar Mamužić à Subotica (en serbe cyrillique : Палата градоначелника Лазара Мамужића у Суботица ; en serbe latin : Palata gradonačelnika Lazara Mamužića u Subotica) est situé à Subotica, dans la province de Voïvodine et dans le district de Bačka septentrionale, en Serbie. Il est inscrit sur la liste des monuments culturels protégés de la République de Serbie (identifiant no SK 1821).

## Présentation
L'immeuble a été construit en 1891-1892 pour le maire Lazar Mamužić sur des plans de l'architecte Titus Mačković. Il est caractéristique du style néo-Renaissance.
Situé à l'angle de deux rues, il est constitué d'un rez-de-chaussée et d'un étage ; son plan prend la forme de la lettre latine « L ». Au rez-de-chaussée se trouvent des fenêtres cintrées qui s'inscrivent dans une décoration de bossages en plâtre tandis qu'à l'étage s'ouvrent des fenêtres rectangulaires surmontées de tympans en demi-cintre et reposant sur des architraves soutenues par des consoles. L'entrée du palais donne sur le Park Rajhl ; elle est soulignée par deux colonnes aux chapiteaux ioniques portant une terrasse ouverte ornée d'une balustrade.
À l'angle du bâtiment s'élève une tour-lanterne.